# Дзвінкий ретрофлексний африкат
Дзвінкий ретрофлексний африкат — приголосний звук, що існує в деяких мовах. У Міжнародному фонетичному алфавіті записується як ⟨ɖ͡ʐ⟩ (спрощено — ⟨dʐ⟩. Твердий шиплячий приголосний, африкат. Найтвердіший у ряду шиплячих африкатів /d͡ʑ/—/d͡ʒ/—/ɖ͡ʐ/.
Деякі науковці для позначення цього звуку використовують символ дзвінкого заясенного африката — /d͡ʒ/. В таких випадках, власне глухий заясенний африкат записують як /d͡ʒʲ/.

## Назва
- Дзвінка ретрофлексна африката
- Дзвінкий ретрофлексний африкат (англ. Voiced retroflex affricate)
- Дзвінкий ретрофлексний африкат-сибілянт (англ. Voiced retroflex sibilant affricate)
- Дзвінкий ретрофлексний зімкнено-щілинний приголосний

## Властивості
Властивості дзвінкого ретрофлексного африката:
- Тип фонації — дзвінка, тобто голосові зв'язки вібрують від час вимови.
- Спосіб творення — сибілянтний африкат, тобто спочатку повітряний потік повністю перекривається, а потім скеровується по жолобку на спинці язика за місцем творення на гострий кінець зубів, що спричиняє високочастотну турбулентність.
- Місце творення — ретрофлексне, що прототипічно означає, що кінчик язика загинається вгору до твердого піднебіння.
- Це ротовий приголосний, тобто повітря виходить крізь рот.
- Це центральний приголосний, тобто повітря проходить над центральною частиною язика, а не по боках.
- Механізм передачі повітря — егресивний легеневий, тобто під час артикуляції повітря виштовхується крізь голосовий тракт з легенів, а не з гортані, чи з рота.

## Приклади
| Мова       | Мова       | Слово   | МФА        | Значення | Примітки                                         |
| ---------- | ---------- | ------- | ---------- | -------- | ------------------------------------------------ |
| білоруська | білоруська | лічба   | [lʲiɖ͡ʐbä]  | лічба    | Див. білоруська фонетика                         |
| уська      | уська      | 长      | [ɖ͡ʐaŋ]     | довгий   |                                                  |
| кховар     | кховар     | ݮنݮیر   | [ɖ͡ʐanɖ͡ʐer] |          |                                                  |
| польська   | польська   | dżem    | [ɖ͡ʐɛm]     | джем     | Див. польська фонетика                           |
| російська  | російська  | джем    | [ɖ͡ʐɛm]     | джем     | Два окремі звуки [d][ʐ]. Див. російська фонетика |
| сербська   | сербська   | џем     | [ɖ͡ʐê̞m]     | джем     | Див. сербська фонетика                           |
| словацька  | словацька  | džús    | [ɖ͡ʐuːs]    | сік      | Див. словацька фонетика                          |
| українська | українська | джерело | [ɖ͡ʐɛrɛˈlɔ] | —        | Див. українська фонетика                         |